# She’s Got Nothing On (But the Radio)
She’s Got Nothing On (But the Radio) – singel szwedzkiego duetu Roxette wydany 10 stycznia 2011 roku promujący album Charm School.

## Lista utworów
- Digital download/CD Single

1. "She’s Got Nothing On (But the Radio)" – 3:36
2. "Wish I Could Fly" (Live from Petersburg 12 September 2010) – 4:51

- Digital download − Adrian Lux/Adam Rickfors Remixes

1. "She’s Got Nothing On (But the Radio)" (Adrian Lux Radio Edit) – 2:43
2. "She’s Got Nothing On (But the Radio)" (Adrian Lux Extended Mix) – 5:36
3. "She’s Got Nothing On (But the Radio)" (Adam Rickfors Radio Edit) – 3:32
4. "She’s Got Nothing On (But the Radio)" (Adam Rickfors Power Edit) – 3:38
5. "She’s Got Nothing On (But the Radio)" (Adam Rickfors Dub Edit) – 7:25